# Famiglia Visentin-Vicentin-Visintin
I Visentin sono una nobile famiglia di antiche origini trentine e venete. Archiviato il 1º luglio 2018 in Internet Archive.

## Membri illustri
La famiglia comprende tra i suoi membri:
- (1623 ) Il cavaliere Filippo dottore in giurisprudenza.
- ( 1643 ) Alberto dottore in giurisprudenza a Bolzano.
- Matteo membro del consiglio della nobiltà vicentina.[2]
- Giulio Maria consigliere della Repubblica di Venezia.
- Il cavaliere Saverio consigliere della corte imperiale di Torino.
- Francesco Castellano del castello di Castel-Fondo vice conte della famiglia Thun.La famiglia ottenne con codesta investitura da parte dell'Impero austro-ungarico il titolo di Visconte.

- Sebastian geometra e commissario agrario.
- Il visconte Michelle Carl Davide Maximilien Ernest, sposò Marie Valerie Franziska Georgine Larisch von Moennich (1879–1915)[3],da cui ebbe un unico figlio.I due dopo anni di separazione divorziarono in comune accordo.Morì combattendo per l'Impero Austro-Ungarico durante la Prima Guerra Mondiale.

- Austerio Maria Visentin dottore in medicina rimasto fedele all'Impero, mori durante la prima guerra mondiale.
- ( 1920 ) Carlo Giulio Visentin sottufficiale e partigiano durante gli anni della seconda guerra mondiale. Sposò la nobile veneta Romilda Montanari da cui ebbe 3 figli.

## Alleanze
Le principali alleanze della famiglia sono: i conti Montanari, i conti Larisch de Moennisch, Bortolotto, loë, Barbaro, Trevisan, Bertoldi, Ragazzoni, Moro.